# Pedro de Cardona
Pour les articles homonymes, voir Cardona (homonymie).
Pour les autres membres de la famille, voir Famille Folch de Cardon.
Pedro de Cardona (né en Catalogne, Espagne, et  mort le 26 juin 1183) est un cardinal espagnol du XIIe siècle.  

## Biographie
Cardona est chancelier de Castille de 1178 à 1182,  pendant le  gouvernement du roi Alphonse VII, et abbé  de Husillos. En 1181 il est élu archevêque de Tolède.
Le pape Lucius II le crée cardinal lors d'un consistoire de  décembre 1181.  Il est le premier cardinal espagnol.